# Laloșu
Laloşu é uma comuna romena localizada no distrito de Vâlcea, na região de Oltênia. A comuna possui uma área de 43.81 km² e sua população era de 2633 habitantes segundo o censo de 2007.